# Popelný kout
Popelný kout (německy  Ascherwinkel) je zaniklá osada v okolí vrcholu stejnojmenného kopce, jehož vrchol se nachází v nadmořské výšce 581 m. Nachází se ve vojenském újezdu Libavá, v pohoří Oderské vrchy v okrese Olomouc v Olomouckém kraji.

## Další informace
Popelný kout patřil k zaniklé německé obci Čermná v Oderských vrších. Osada vznikla v roce 1785 a bylo v ní původně 18 domů, ze kterých lze nalézt málo zřetelné ruiny základů domů. Na vrcholu je mokřad a malá halda břidlice. Osada zanikla po vystěhování Němců z Československa v roce 1946 a následném vzniku vojenského prostoru. Některé budovy osady zůstaly zakreslené v mapách až do roku 1981. Jako ruiny byly ovšem zobrazeny už v roce 1951. Protože se místo nachází ve vojenském prostoru, je běžně veřejnosti nepřístupné. Obvykle jedenkrát ročně může být místo a jeho okolí přístupné veřejnosti v rámci cyklo-turistické akce Bílý kámen.
Popelný kout patří do povodí řeky Odry.

## Galerie

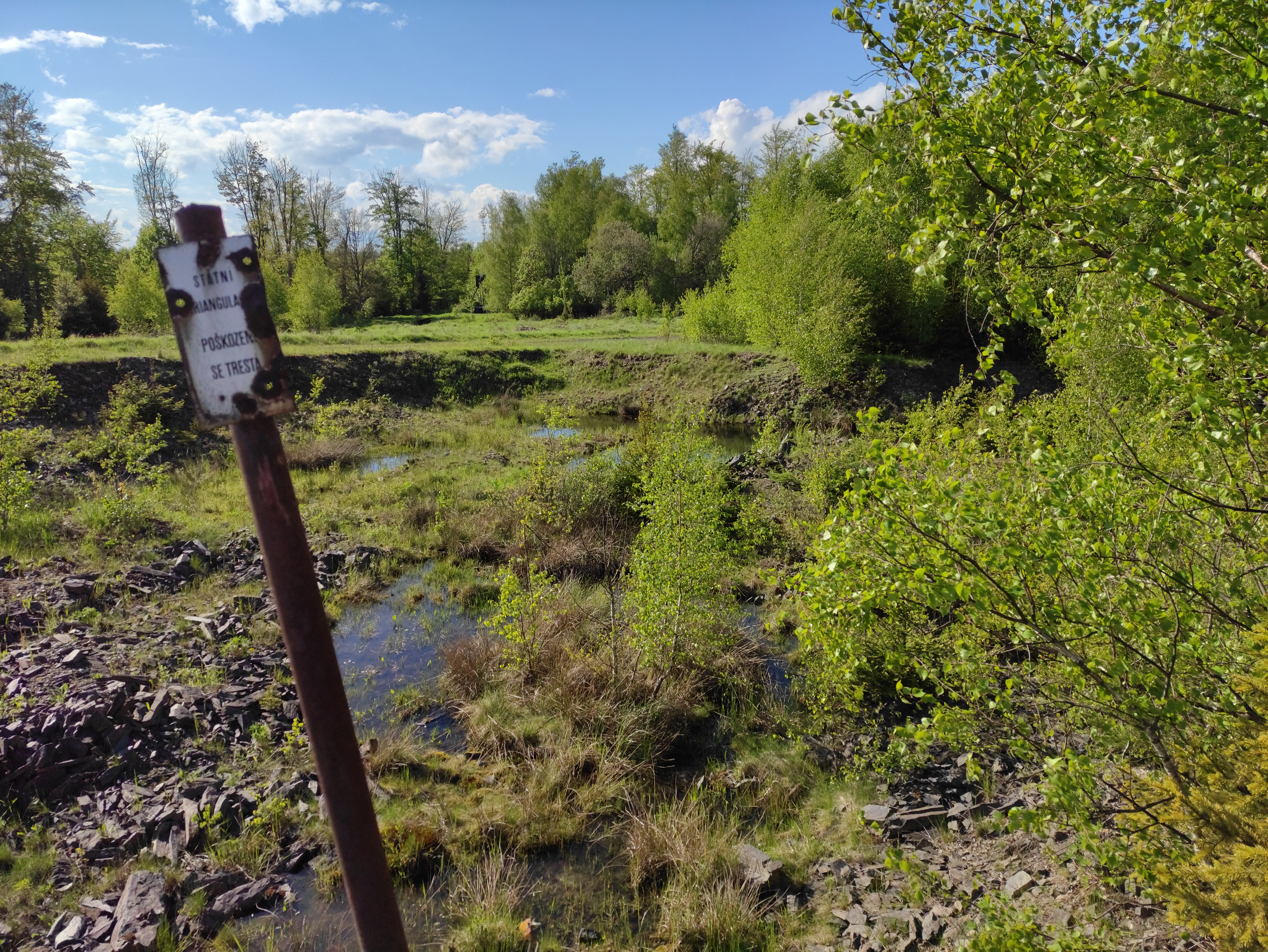
Vrchol Popelného koutu
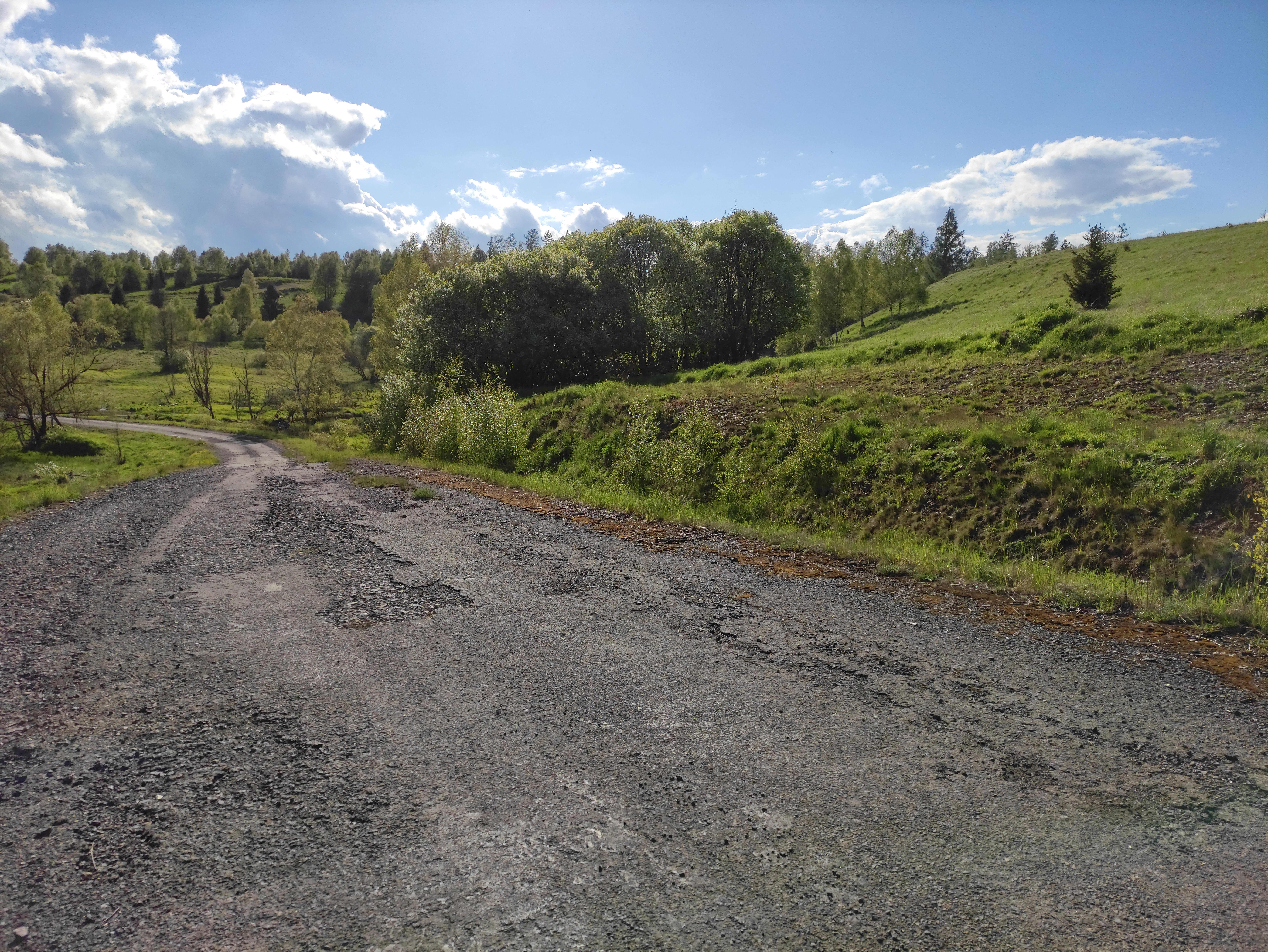
Cesta od Ruského bunkru na Popelný kout